# Arnalda de Caboet
Arnalda de Caboet   ( - 1202) va ser una aristòcrata catalana, senyora de les valls de Caboet (actual Cabó), d'Andorra i de Sant Joan.
Era filla d'Arnau de Caboet  i d'Ermengarda de Taús, dels quals heretà les terres. El bisbe d'Urgell li concertà matrimoni amb Bertran de Tarascó i la dotà amb les tres valls, de les quals es reservà però la sobirania. A la mort de Bertran, es tornà a casar amb Arnau, vescomte de Castellbò, que el 1199 va assumir el control de les tres valls.